# Uta Rohländer-Fromm
Uta Rohländer-Fromm, född den 30 juni 1969, är en tysk före detta friidrottare som tävlade i kortdistanslöpning främst 400 meter. 
Rohländer-Fromm lyckades aldrig nå någon stor titel individuellt under sin karriär. Däremot var hon en del av det tyska laget på 4 x 400 meter som nådde stora framgångar under slutadet av 1990-talet. Hennes främsta merit var att hon tillsammans med Anke Feller, Anja Rücker och Grit Breuer vann VM-guld vid VM i Aten 1997. Hon blev även bronsmedaljör vid Olympiska sommarspelen 1996 då tillsammans med Rücker, Linda Kisabaka och Breuer.

## Personliga rekord
- 400 meter - 50,33